# 628 Christine
628 Christine је астероид главног астероидног појаса. Приближан пречник астероида је 49,72 ,
а средња удаљеност астероида од Сунца износи 2,580 астрономских јединица (АЈ).
Инклинација (нагиб) орбите у односу на раван еклиптике је 11,531 степени, а орбитални период износи 1514,496 дана (4,146 године). Ексцентрицитет орбите астероида износи 0,043.
Апсолутна магнитуда астероида износи 9,25 а геометријски албедо 0,142.
Астероид је откривен 7. марта 1907. године.